# 청정로 (연천군)
청정로(Cheongjeong-ro)는 경기도 연천군 백학면 비룡대교에서 시작하여, 연천군 전곡읍 온골사거리까지 이어주는 도로이다.

## 주요 경유지
경기도
- 연천군 (백학면 . 미산면 . 군남면 . 전곡읍)

## 노선 경로
| 이름                        | 접속 노선                 | 소재지          | 소재지          | 비고            |
| 감악산로와 직결             | 감악산로와 직결           | 감악산로와 직결 | 감악산로와 직결 | 감악산로와 직결 |
| --------------------------- | ------------------------- | --------------- | --------------- | --------------- |
| 비룡대교                    |                           | 연천군          | 백학면          |                 |
| 전동삼거리                  |                           | 연천군          | 백학면          |                 |
| (이름없음)                  | 지방도 제372호선 (장백로) | 연천군          | 백학면          |                 |
| 백학면행정복지센터앞 사거리 | 두백로                    | 연천군          | 백학면          |                 |
| 백학교                      |                           | 연천군          | 백학면          |                 |
| 송고개                      |                           | 연천군          | 미산면          |                 |
| 유촌교                      |                           | 연천군          | 미산면          |                 |
| 임진교                      |                           | 연천군          | 미산면          |                 |
|                             | 군남면                    | 연천군          |                 |                 |
| 황지교                      |                           | 연천군          |                 |                 |
| 황지 교차로                 | 국도 제37호선 (동서로)    | 연천군          |                 |                 |
| 움터삼거리                  | 움터길                    | 연천군          | 전곡읍          |                 |
| 전곡교 교차로               | 국도 제3호선 (평화로)     | 연천군          | 전곡읍          |                 |
| 온골사거리                  | 전곡로 전영로             | 연천군          | 전곡읍          |                 |
| 전영로와 직결               |                           |                 |                 |                 |

## 주요 시설및 건물
- 이마트24 연천노곡리점 (청정로 92/노곡리 659-4)
- SK에너지 노곡주유소 (청정로 109/노곡리 699-2)
- 농협 전곡농협 백학지점 주유소 (청정로 516/두일리 374-2)
- 농협 백학농협 주유소 (청정로 516-1/두일리 374-3)
- 백학면 행정복지센터 (청정로 534/두일리 370)
- 백학의용소방대 (청정로 534/두일리 370)
- 백학파출소 (청정로 534-1/두일리 367-3)
- 마전리보건지소 (청정로 1325/마전리 195-16)
- 연천미산우체국 (청정로 1734/우정리 405-6)
- S-OIL 임진강주유소 (청정로 1992/황지리 551)
- 화진초등학교 (청정로 2289/황지리 345-2)